# Động mạch chủ lên
Động mạch chủ lên (AAo)  là một đoạn của động mạch chủ bắt đầu ở phần trên thất trái đến bờ dưới sụn sườn ba sau nửa trái xương ức.

## Cấu trúc
Nó đi chéo lên trên, ra trước, và sang phải, theo trục tim, cao ngang bờ trên của sụn sườn thứ hai bên phải, nằm hơi cong, một số trường hợp dài khoảng 6 xentimét (2,4 in) nằm sau xương ức. Tổng chiều dài khoảng 5 xentimét (2,0 in).

### Kích thước
Động mạch chủ có đường kính lớn hơn 3.5 cm được coi là giãn, trong khi đó, lớn hơn 4.5 cm thường được coi là một phình động mạch chủ ngực. Đường kính trung bình thay đổi, phụ thuộc vào nhiều yếu tố ví dụ tuổi và giới tính. Giới hạn của chuẩn tài liệu tham khảo phạm vi của tăng trên của động mạch chủ lên có thể lên đến 4.3 cm ở người già.

## Liên quan
Tại chỗ nối động mạch chủ lên với cung động mạch chủ đường kính của mạch tăng lên rõ ràng.
Động mạch chủ lên nằm trong ngoại tâm mạc.
Động mạch chủ ban đầu được che phủ bởi thân động mạch phổi và nhĩ phải, và lên cao hơn, ngăn cách với xương ức bởi màng ngoài tim, màng phổi phải, bờ trước phổi phải, mô liên kết, và phần còn lại của tuyến ức; phía sau, nó nằm trên nhĩ trái và động mạch phổi phải.
Ở phía bên phải, nó liên quan với tĩnh mạch chủ trên và nhĩ phải, ở bên trái liên quan với mạch phổi.

## Phân nhánh
Động mạch chủ lên chỉ có hai nhánh là hai động mạch vành cung cấp máu cho tim, chúng phân nhánh tại vị trí bắt đầu của động mạch chủ từ các xoang động mạch chủ  đối diện van động mạch chủ.

## Ý nghĩa lâm sàng
Porcelain aorta là tình trạng xơ vữa động mạch vôi hóa rộng động mạch chủ lên. It makes aortic surgery difficult, especially aortic cross-clamping, and incisions may result in excessive aortic injury and/or arterial embolism. Nó gây khó khăn cho phẫu thuật động mạch chủ  đặc biệt là đẹp ngang động mạch chủ  và can thiệp có thể gây tổn thương nặng động mạch chủ và/hoặc huyết khối động mạch.

## Các hình ảnh

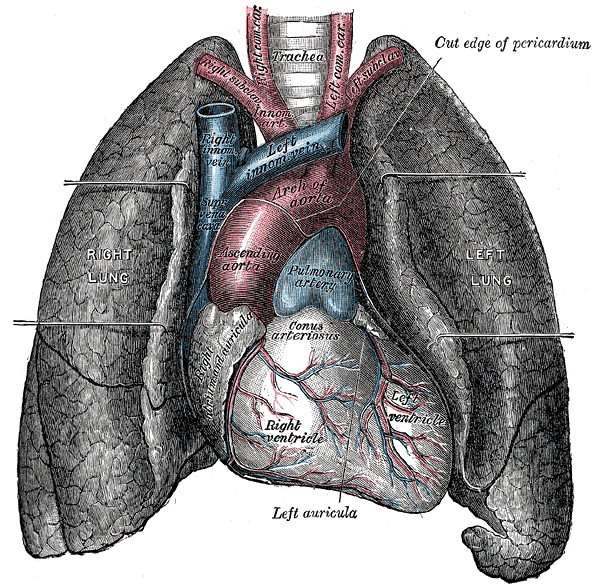
Tim và phổi nhìn trước
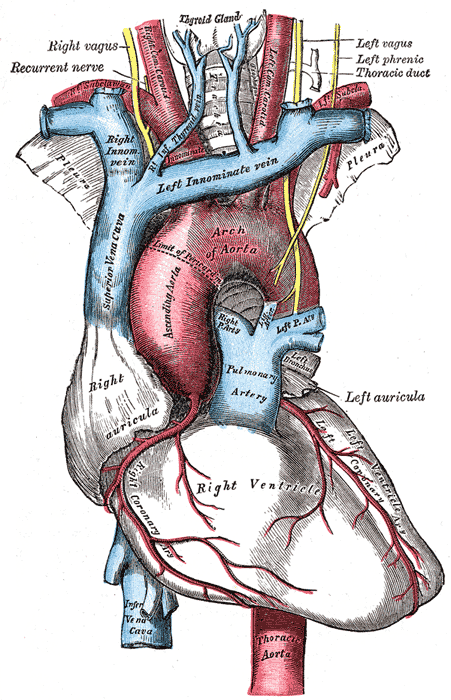
Động mạch chủ và các nhánh
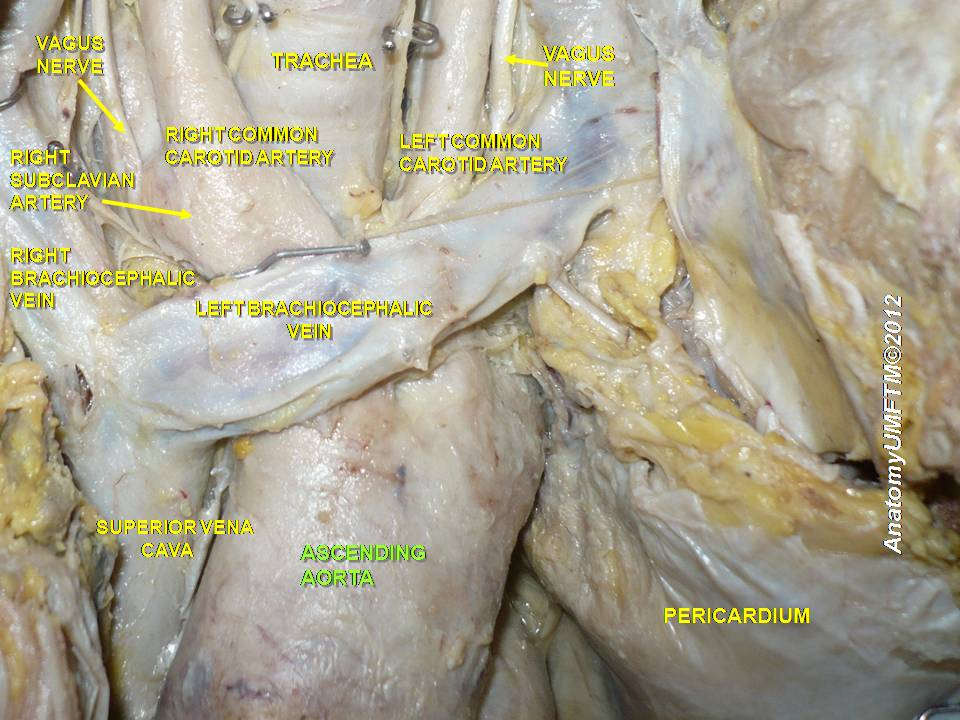
Động mạch chủ lên
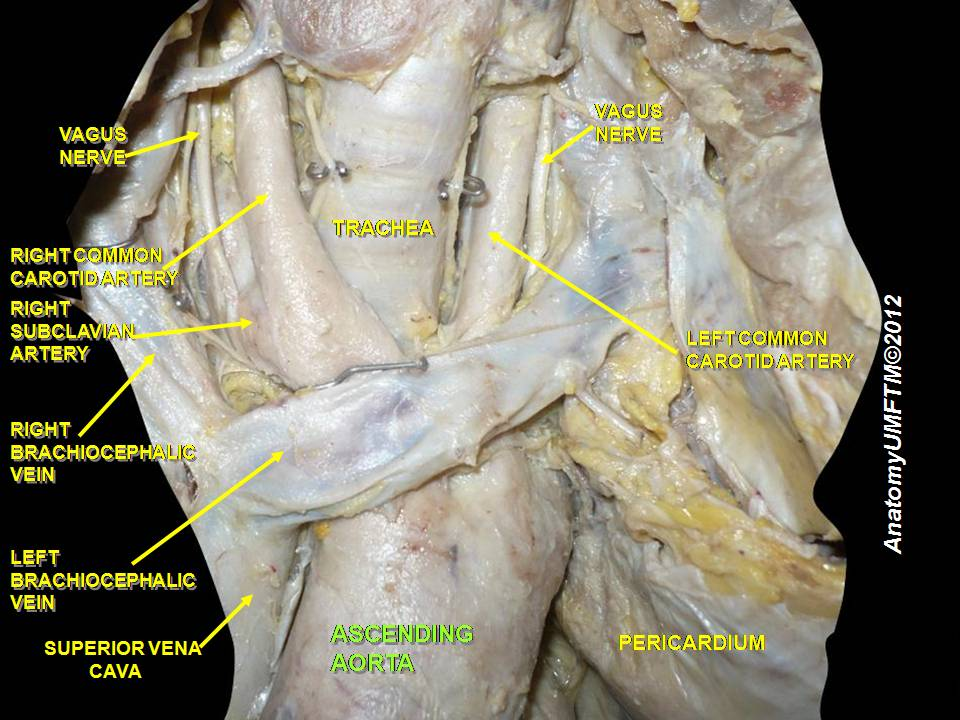
Động mạch chủ lên
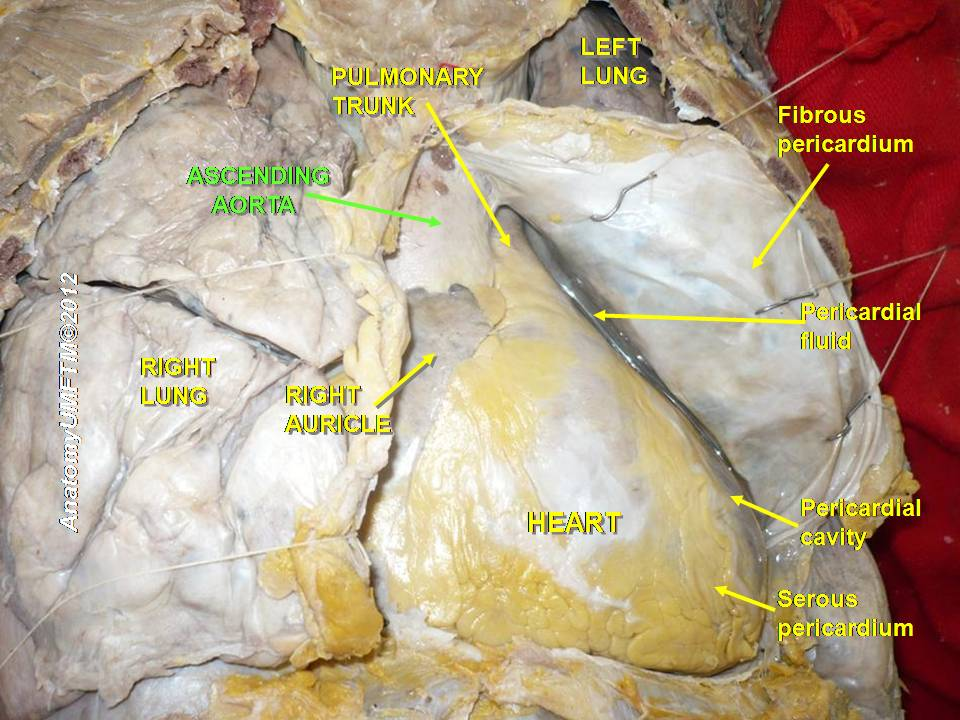
Động mạch chủ lên
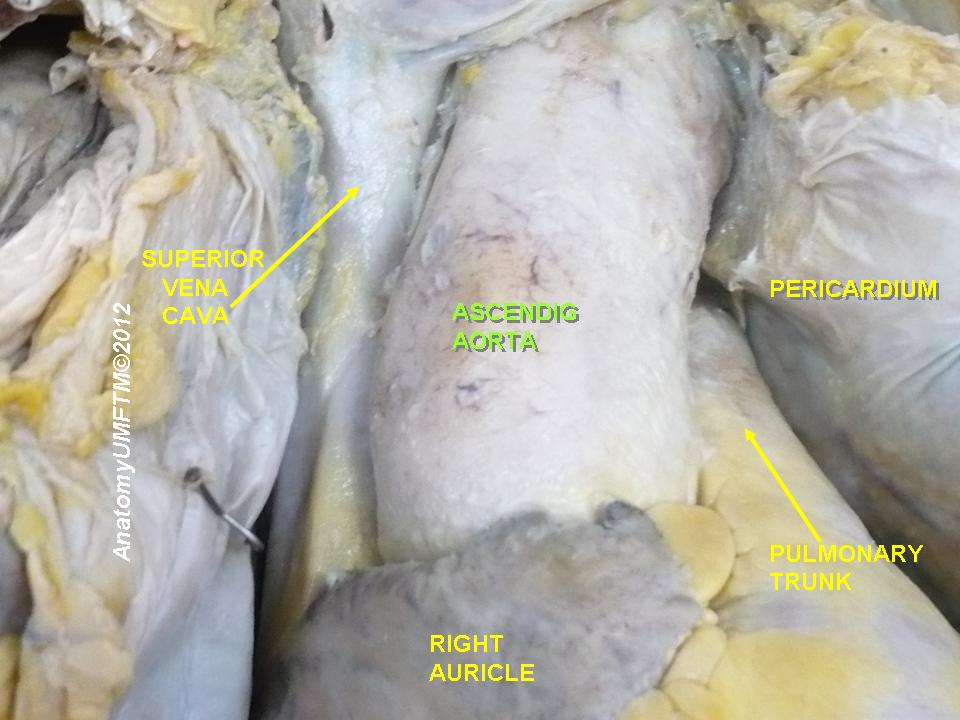
Động mạch chủ lên
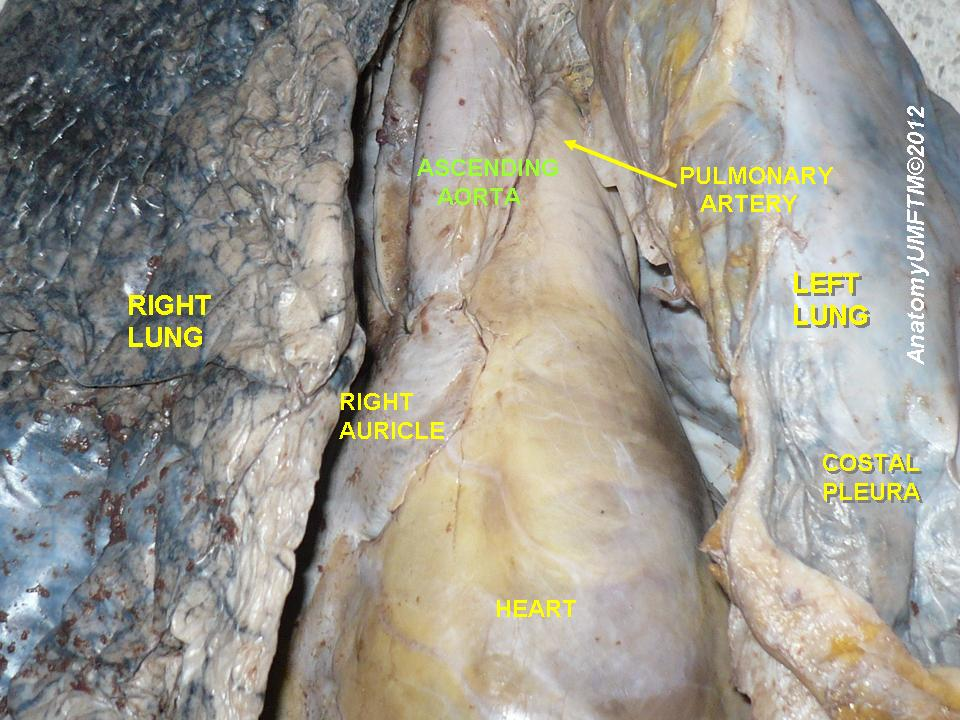
Động mạch chủ lên
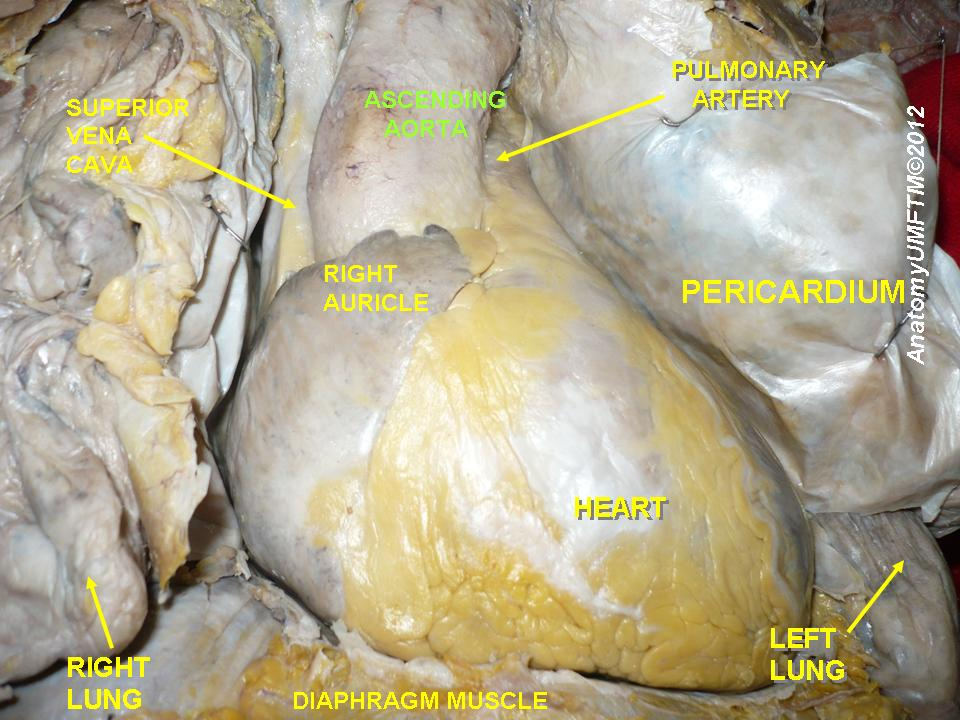
Động mạch chủ lên
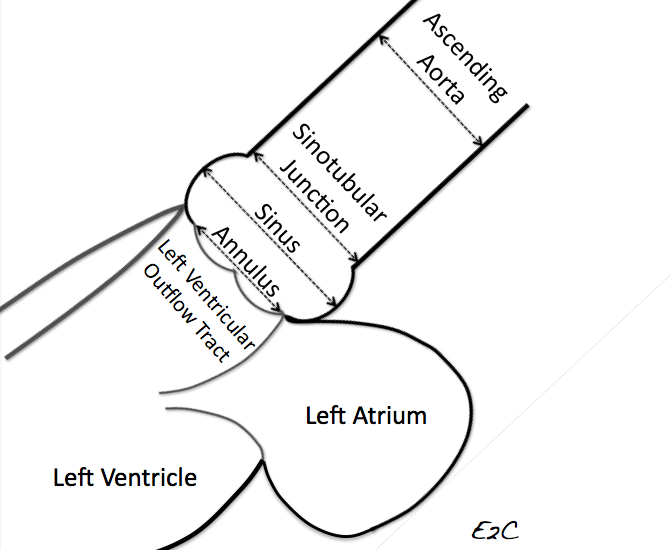
Động mạch chủ lên